# Jean de Miremont
Pour les autres membres de la famille, voir Famille Miremont.
 Jean comte de Miremont, né le 17 décembre 1755 à Reims et mort le 8 octobre 1815 au même lieu, est un militaire et homme politique français, député aux États généraux de 1789.

## Biographie
Il est né Jean Charles François Alphonse, comte de Miremont ; élu député de la noblesse aux États généraux pour le bailliage de Vermandois le 23 mars 1789. 

## Sources
- « Jean de Miremont », dans Adolphe Robert et Gaston Cougny, Dictionnaire des parlementaires français, Edgar Bourloton, 1889-1891 [détail de l’édition]